# Евзыкова, Лилия Михайловна
Лилия Михайловна Евзыкова (25 декабря 1927, Людиново, Брянская губерния — 16 января 2022, Москва) — советский и российский скульптор. Работала в станковой скульптуре, декоративной скульптуре и скульптуре малых форм.

## Биография
Лилия Евзыкова родилась 25 декабря 1927 года в городе Людиново Калужской области (по другим данным — 19 декабря). В 1945—1948 годах училась в Московском театральном художественно-техническом училище. В 1948—1949 годах училась в Московской средней художественной школе. В 1949 году поступила в Институт живописи, скульптуры и архитектуры имени И. Е. Репина в Ленинграде. Училась у И. В. Крестовского. В 1955 году окончила институт, защитив на «отлично» дипломную работу «Юные хоккеисты» (руководитель М. А. Керзин).
С 1956 года жила и работала в Москве. С 1957 года принимала участие в художественных выставках. В 1959 году вступила в Союз художников СССР. Член МОСХ-МСХ и Объединения московских скульпторов.
Наиболее ярко раскрыла свой талант в станковой скульптуре. Работала с различными материалами, среди которых бронза, керамика, металл и камень. Одной из основных тем её творчества было материнство и детство. Работы Лилии Евзыковой находятся в собраниях Государственной Третьяковской галереи, Государственного Русского музея, Музея-усадьбы «Кусково» и других музеев.
Умерла в Москве 16 января 2022 года. Похоронена на Кунцевском кладбище.

## Работы
- «За власть Советов» (горельеф, гипс тонированный, 1957, Новокузнецкий художественный музей)[4]
- «Материнство» (керамика — 1958, известняк — 1969)[4]
- «Девушка с яблоками» («В саду», цемент, 1958)[4]
- «Сварщица» (гипс тонированный, 1959, Тамбовская областная картинная галерея)[4]
- «Молодая колхозница» («Девушка», алюминий, 1967)[4]
- «Пловчиха» (кованая медь, 1970)[4]
- «Девушка с кинзой» (шамот, 1976)[1]
- «Гитаристка» (шамот, 1976)[1]
- «Двое» (шамот, 1976)[1]
- Триптих «Музыка» (бронза, 1977)[1]
- «Утро» (1980, известняк)[1]
- «Прогулка» (1980, шамот)[1]

Монументальные произведения
- Композиция «Материнство» (гипс, 1964; известняк — 1968, Москва, Детский парк)[1]
- Композиции «Народная музыка» и «Классическая музыка» для филармонии в Тамбове (кованый алюминий, 1965-1967, совместно с Т. Г. Вельцен, утрачены)[2]
- Барельефы для Пущинской экспериментальной средней школы в Московской области (1971, утрачены)[2]

## Семья
- Муж — Дронов Виктор Александрович (1929—1995) — скульптор[6]
  - Сын — Дронов Михаил Викторович (род. 1956) — скульптор[3]